# Le Carbet
Pour les articles homonymes, voir Carbet.
Le Carbet est une commune française située dans la région mono-départementale de Martinique. Ses habitants sont appelés les Carbétiens. Le Carbet est situé entre Bellefontaine et Saint-Pierre sur la côte caraïbe.

## Géographie

### Localisation
La commune avait autrefois comme limite les cinq « Pitons » du Carbet : Piton Lacroix, Piton de l'Alma, Piton Dumauzé, Piton Boucher, Morne Piquet. La taille du Carbet a cependant changé avec le temps. En effet, à la suite de revendications d'indépendance d'un de ses quartiers, le Morne-Vert, celui-ci a acquis son autonomie en 1949, devenant une commune à part entière (J.O. du 10 février 1949).
Le massif s'appelle toujours « les Pitons du Carbet », toutefois, c'est aujourd'hui la commune du Morne-Vert qui borde ses flancs.

## Urbanisme

### Typologie
Case-Pilote est une commune rurale, car elle fait partie des communes peu ou très peu denses, au sens de la grille communale de densité de l'Insee,,,. Elle appartient à l'unité urbaine du Carbet, une agglomération intra-départementale regroupant 1 commune et 3 619 habitants en 2022, dont elle est une ville isolée,.
Par ailleurs la commune fait partie de l'aire d'attraction de Fort-de-France, dont elle est une commune de la couronne. Cette aire, qui regroupe 28 communes, est catégorisée dans les aires de 200 000 à moins de 700 000 habitants,.
La commune, bordée par la mer des Caraïbes à l'ouest, est également une commune littorale au sens de la loi du 3 janvier 1986, dite loi littoral. Des dispositions spécifiques d’urbanisme s’y appliquent dès lors afin de préserver les espaces naturels, les sites, les paysages et l’équilibre écologique du littoral, par exemple le principe d'inconstructibilité, en dehors des espaces urbanisés, sur la bande littorale des 100 mètres, ou plus si le plan local d’urbanisme le prévoit,.

## Toponymie
Le nom Carbet vient du nom des grandes cases où les Natifs Caraïbes se réunissaient.

## Histoire
Le 15 juin 1502, Le Carbet est le lieu de débarquement sur l'île de Christophe Colomb lors de son 4e et dernier voyage.
Surtout, c’est de là que commence la colonisation de la Martinique, avec l’arrivée, en septembre 1635, d’un groupe d’aventuriers français menés par le flibustier Pierre Belain d'Esnambuc. Pierre Belain d'Esnambuc prit ensuite possession de l'île. Le gouverneur Duparquet, neveu et successeur d'Esnambuc, construisit une maison en brique près de la rivière, et une chapelle fut consacrée à saint Jacques vers 1645. Le carbet est un type d'habitation des Natifs de la Caraïbe.

## Politique et administration

### Rattachements administratifs et électoraux
Le Carbet appartient à l'arrondissement de Saint-Pierre et vote pour les représentants de l’Assemblée de Martinique. Avant 2015, elle élisait son représentant au conseil général dans le canton du Carbet, entité dont elle était le chef-lieu.
Pour l’élection des députés, la commune fait partie de la deuxième circonscription de la Martinique.

### Intercommunalité
La commune appartient à la communauté d'agglomération du Pays Nord Martinique.

### Liste des maires
| Période                                  | Période              | Identité                                 | Étiquette    | Qualité |
| ---------------------------------------- | -------------------- | ---------------------------------------- | ------------ | --- |
| 1945                                     | janvier 1967 (décès) | Hermann Michel                           |              | |
| 1967                                     | 1974                 | Jean Bally (1924-2009)                   | RI puis UDF  | Dirigeant de distillerie Conseiller général du canton du Carbet (1964 → 2001) |
| 1974                                     | mars 1989            | Louis Lecurieux-Lafferronnay (1928-2015) | DVD          | |
| mars 1989                                | juin 1995            | Alexandre Mouriesse                      | RPR puis PPM | Avocat |
| juin 1995                                | mars 2001            | Louis Lecurieux-Lafferronnay (1928-2015) | DVD          | |
| mars 2001                                | mars 2008            | Alexandre Mouriesse                      | PPM puis RDM | Avocat |
| mars 2008                                | En cours             | Jean-Claude Écanvil                      | PPM          | Cadre EDF retraité Conseiller général du canton du Carbet (2008 → 2015) Vice-président du conseil général de la Martinique (2011 → 2015) Suppléant de la sénatrice Catherine Conconne (2017 → ) |
| Les données manquantes sont à compléter. |                      |                                          |              | |

## Population et société

### Démographie
L'évolution du nombre d'habitants est connue à travers les recensements de la population effectués dans la commune depuis 1961, premier recensement postérieur à la départementalisation de 1946. À partir de 2006, les populations de référence des communes sont publiées annuellement par l'Insee. Le recensement repose désormais sur une collecte d'information annuelle, concernant successivement tous les territoires communaux au cours d'une période de cinq ans. Pour les communes de moins de 10 000 habitants, une enquête de recensement portant sur toute la population est réalisée tous les cinq ans, les populations de référence des années intermédiaires étant quant à elles estimées par interpolation ou extrapolation. Pour la commune, le premier recensement exhaustif entrant dans le cadre du nouveau dispositif a été réalisé en 2007.

En 2022, la commune comptait 3 619 habitants, en évolution de +0,28 % par rapport à 2016 (Martinique : −4,11 %, France hors Mayotte : +2,11 %).
| 1961  | 1967  | 1974  | 1982  | 1990  | 1999  | 2006  | 2007  | 2012  |
| ----- | ----- | ----- | ----- | ----- | ----- | ----- | ----- | ----- |
| 3 663 | 3 364 | 3 128 | 2 711 | 3 014 | 3 316 | 3 673 | 3 722 | 3 736 |

| 2017  | 2022  | - | - | - | - | - | - | - |
| ----- | ----- | - | - | - | - | - | - | - |
| 3 535 | 3 619 | - | - | - | - | - | - | - |

### Sports et loisirs
- Équipements sportifs
  - Stade Jacques-Bally ;
  - Piscine territoriale Jean-Bally.
- Clubs sportifs
  - CSC Carbet, football, basket-ball CSC Carbet
  - ASC Inter Club du Carbet, handball, basket-ball.

## Culture locale et patrimoine

### Lieux et monuments

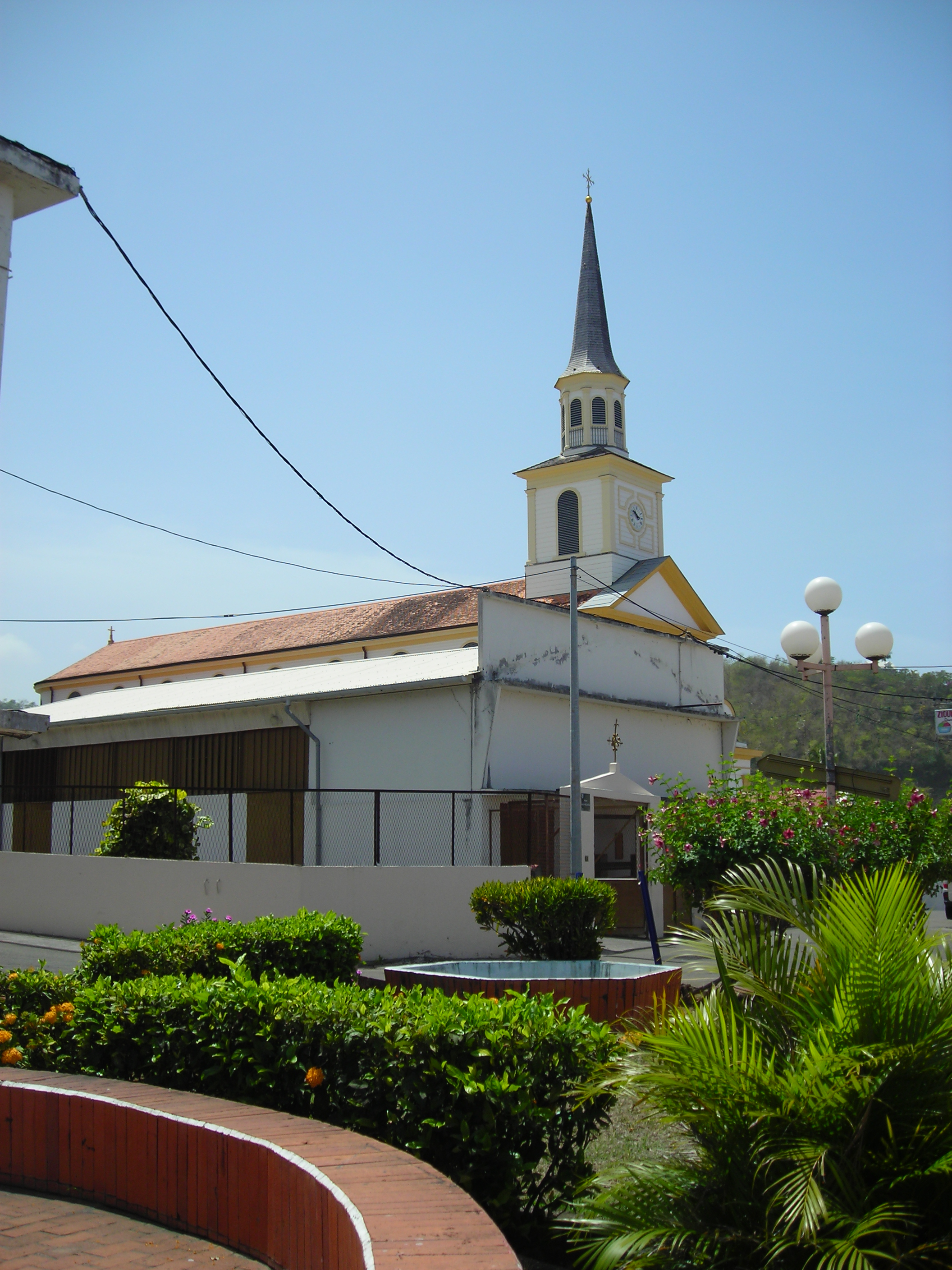
Église Saint-Jacques

- L'église dédiée à saint Jacques est classée Monument historique[17],[18].
- Le tombeau de la Dame espagnole : selon la légende, il s'agirait d'une mère retrouvée morte avec ses deux enfants dans les bras sur la plage à la suite d'un naufrage, inscrit au titre des Monuments historiques
- Le presbytère proche de l'église est classé Monument historique. Il fait l'objet d'une campagne de restauration[19]. En 2015 sous la direction d'Étienne Poncelet, architecte en chef des monuments historiques.
- La maison Taïlamé est inscrite au titre des Monuments historiques. Il fait l'objet de travaux de restauration depuis la fin 2014 sous la direction de Pierre Bortolussi, architecte en chef des Monuments historiques[20].
- Le monument aux morts de la guerre 1914-1918.
- Une halle en bois et métal.
- Le canal des Esclaves (appelé aussi canal de Beauregard) : fabriqué de la main des esclaves à flanc de colline avec parfois des à pics de + 40 mètres.
- Cascade du Saut d'Eau du Carbet : haute de 100 m, elle est visible depuis le canal des Esclaves.
- Zoo de Martinique sur le site de l'habitation Anse Latouche : ancienne sucrerie fondée en 1643.
- Distillerie Neisson : un des rhums les plus prisés de l'île de la Martinique.Un des chais de la distillerie Neisson

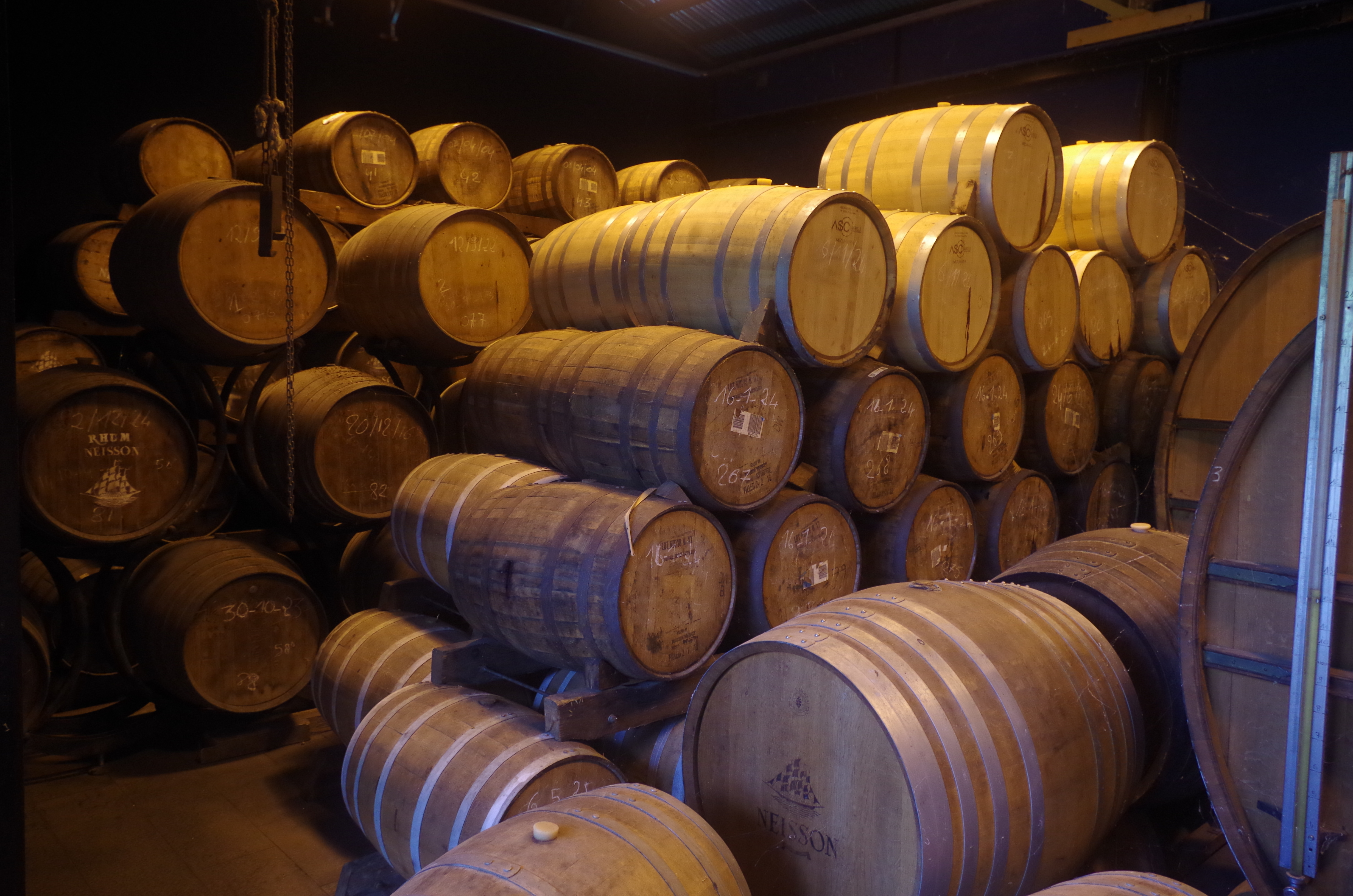
Un des chais de la distillerie Neisson

- Musée Paul-Gauguin : il présente des copies des toiles du peintre réalisées pendant son séjour en Martinique, actuellement fermé.
- Centre de loisirs : Aqualand est un parc aquatique.Il est fermé depuis quelques années maintenant.

Le Carbet est une commune possédant des plages au sable gris, fait face à la mer caraïbe, ombragées de nombreux cocotiers, offre une vue sur la Montagne Pelée.

### Personnalités liées à la commune
- Tertulien Robinel, enseignant, il est conseiller général du Carbet de 1949 à 1964 et président du conseil général de la Martinique de 1957 à 1964. Sa carrière politique est marquée par un fait historique majeur. En effet, le 24 décembre 1959, à la suite des émeutes des 20, 21 et 22 décembre à Fort-de-France, Tertulien Robinel, président du conseil général fait alors voter une motion à l'unanimité dans laquelle les élus du conseil général de la Martinique demandaient "que des conversations soient entamées immédiatement entre les représentants qualifiés des Martiniquais et le Gouvernement français pour modifier le statut de la Martinique en vue d’obtenir une plus grande participation à la gestion des affaires martiniquaises", autrement dit un statut vers plus d'autonomie.
- Georges Marie-Anne, sénateur de la Martinique de 1959 à 1977. En 1958, il est membre fondateur du Parti progressiste martiniquais avec Aimé Césaire, Pierre Aliker et Aristide Maugée.
- Mayotte Capécia, romancière née au Carbet et auteure de deux romans "Je suis Martiniquaise" et "La Négresse blanche". Elle reçoit le prix littéraire France-Antilles en 1949.
- Darling Légitimus, actrice.
- Jacques Louis François Milet (1763-1821), général des armées de la République et de l'Empire, né au Carbet. S'illustra à la tête du 8e régiment de dragons aux batailles de Rivoli et Marengo. Décédé à Fontainebleau (77).
- Jean Bally, né en novembre 1924 à Fort-de-France et décédé le 26 aout 2009, est un homme politique et industriel qui a dirigé les rhum J. Bally, descendant de colons français des Antilles (surnommés localement békés). Il est le fils de Jacques Bally et de Josèphe Trillard. Il passe son enfance au Carbet, sur l'habitation Lajus, où son père avait implanté la distillerie Bally dès 1923. Après des études classiques, Jean prend la direction de l'entreprise familiale dans les années 1950. Sous sa gestion, la distillerie consolide sa renommée, et le rhum Bally s'exporte jusqu'au Japon, renforçant son prestige à l'international[21]. Huitième d’une famille de dix enfants, il fut maire de la commune du Le Carbet de 1967 à 1977 et vice-président du conseiller général de la Martinique durant 4 ans. Il est l'oncle de Philippe Lavil[22]. En 1964, il est élu conseiller général, (siège qu’il conservera jusqu’en 2001) puis maire de la commune. Il siégera également au Conseil Régional[23]. Jean Bally a également marqué le domaine sportif en Martinique. Pendant vingt ans, il a présidé la ligue de natation de la Martinique, contribuant activement au développement de cette discipline sur l'île. En 1964, il inaugure au Carbet la piscine publique qui porte son nom, la première de la Martinique. Dotée d'un bassin unique de 50 mètres, cette infrastructure devient un lieu emblématique pour les nageurs de l'île. Elle accueille non seulement les champions martiniquais, mais aussi des entraînements de sportifs de haut niveau venus de l'Hexagone et de la scène internationale[22].

## Galerie

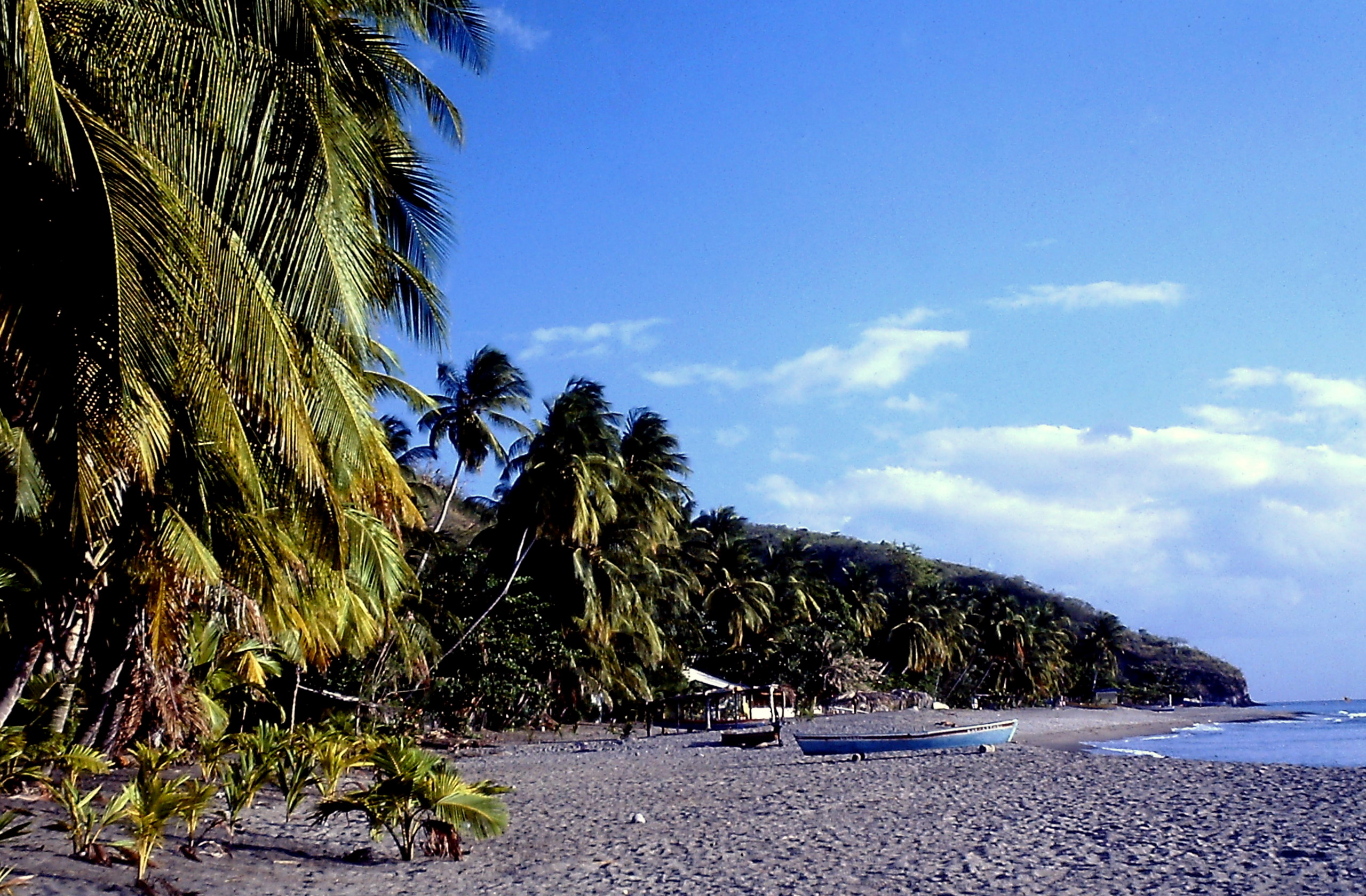
Plage du Carbet qui aurait été foulée par Christophe Colomb.
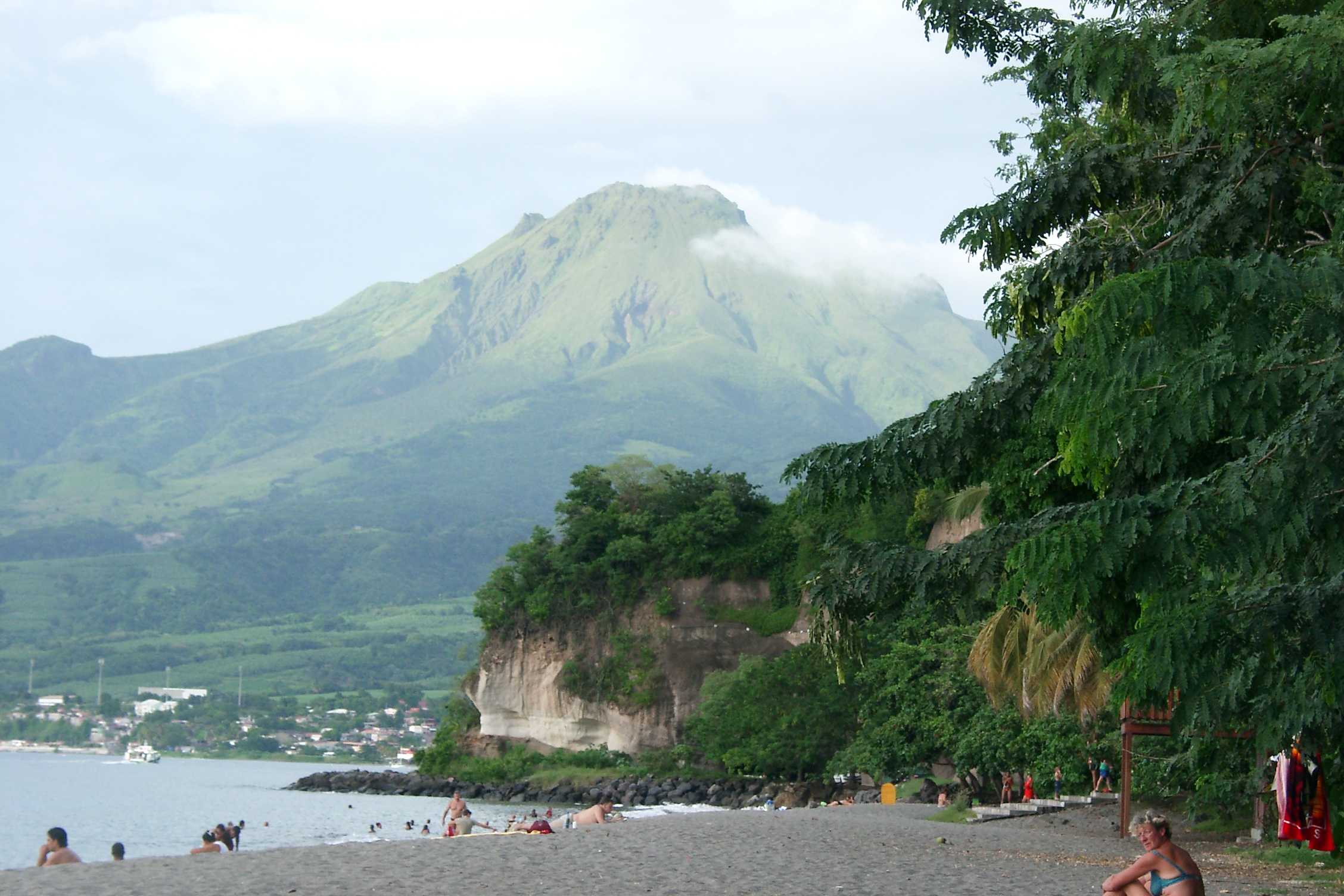
La montagne Pelée vue de l'anse Turin, au Carbet en Martinique.
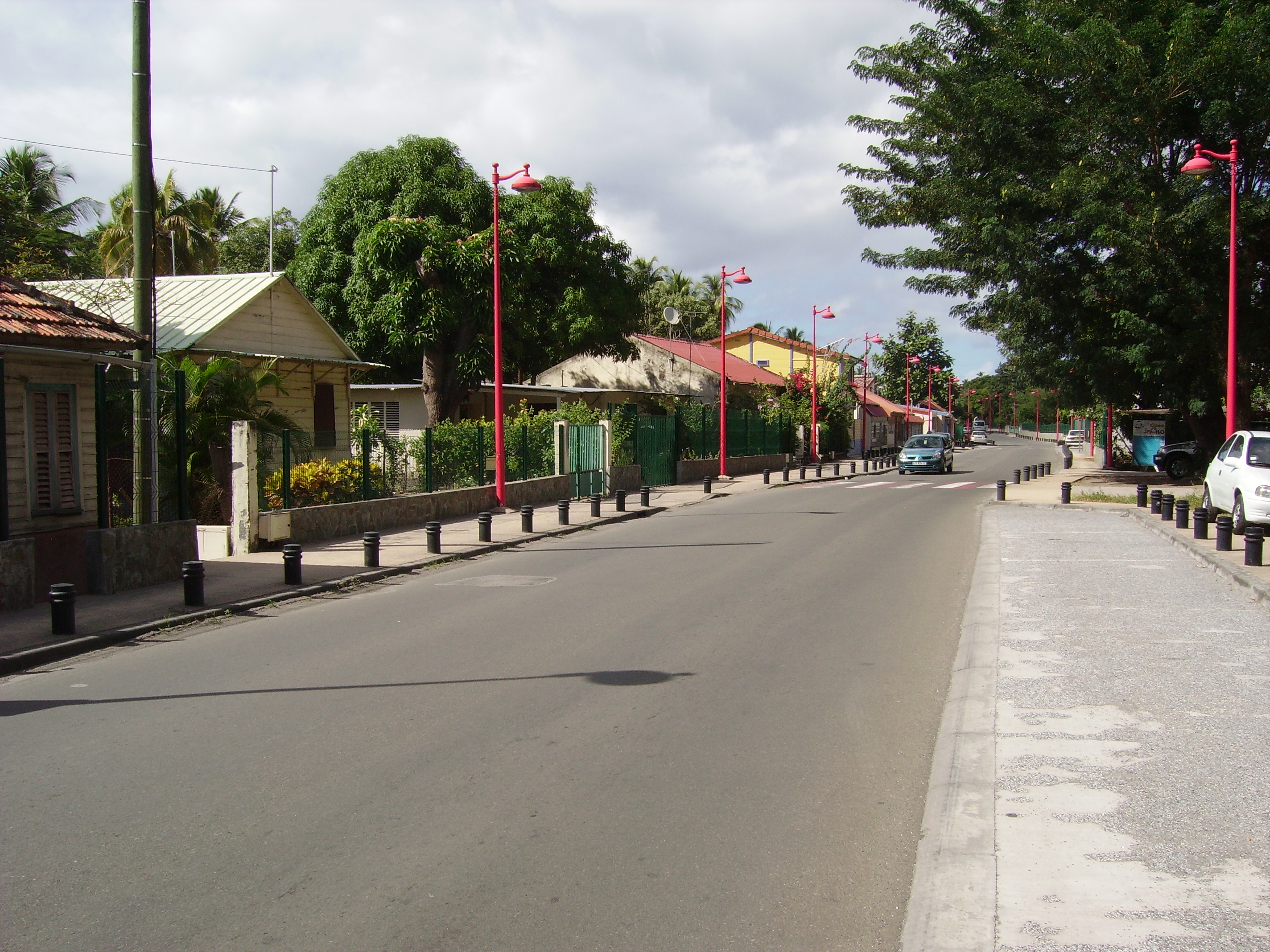
La rue principale.